# Waiting for the Stage
Waiting for the Stage, deutsch Wartezeit vor der Abreise, ist der Titel eines 1851 in Paris entstandenen Genrebildes des US-amerikanischen Malers Richard Caton Woodville. Das Bild zeigt im erzählerischen Stil der Düsseldorfer Malerschule drei Männer im Interieur einer einfachen Taverne. Zwei vertreiben sich die Zeit, in der sie auf eine Postkutsche warten, durch Kartenspiel. Ein Dritter liest scheinbar eine Zeitung, auf den zweiten Blick enthüllt sich dessen eigentliche Rolle.

## Beschreibung und Bedeutung
In einer Taverne, die dem Bildtitel zufolge die Station einer Postkutsche ist, befinden sich drei Männer. Das Lokal, das durch einen gusseisernen Ofen beheizt wird, macht durch uneinheitliche Ausstattungselemente und einen etwas verschmutzten Boden einen sehr schlichten Eindruck. Ein Spucknapf, das Markenzeichen des Malers auf vielen seiner Bilder, fehlt nicht.
Zwei der Männer sitzen am Tisch. Mit Karten spielen sie um Geld, das in Form von Silbermünzen auf dem blanken Tisch liegt. Ein gutmütig erscheinender, etwas fülliger Rothaariger mit Vollbart, der ausweislich seines Eherings verheiratet ist, hat bereits etwas aus der neben ihm auf dem Tisch stehenden Branntwein-Karaffe getrunken. Er ist guter Dinge, nachdem er sein Blatt angeschaut und aufgespielt hat. Sein Mitspieler, den der Bildbetrachter nur von hinten sieht, ist ein Mann mit schwarzem Zylinder auf dem Kopf, langem schwarzem Gehrock und abreisebereit neben sich abgestellter Tasche. Sein Blatt vor sich haltend ist er im Begriff, eine Karte zu ziehen.
Die dritte Person, ein Mann von fortgeschrittenem Alter, steht wie zufällig am Tisch und scheint in einer Zeitung zu lesen. Ein blauweißes Halstuch über einer grünkarierten Weste zu einem rehbraunen Mantel verleiht dem Mann, der eine mit einem Pelz gefütterte dunkle Schirmmütze trägt, ein ungewöhnliches Aussehen. Merkwürdig ist auch dessen Brille, die sowohl nach vorne als auch zu den Seiten grüne Gläser hat. Eine solche Brille wurde damals von Augenärzten verordnet, um bestimmten Augenkrankheiten und Sehschwächen zu begegnen.
Um den Blick des Betrachters auf diese sonderbare Figur zu lenken, hat der Maler hinter ihr einen Spiegel so an der Wand platziert, dass dessen Goldrand den Kopf der Figur zu rahmen scheint. Folgt man dieser Blickführung des Malers und versucht man, hinter den grünen Gläsern der Brille die Augen der mysteriösen Person zu erkennen, so entdeckt man, dass sie den Betrachter gerade intensiv fixiert. Ein sonderbares Gefühl, dass mit dieser Person etwas nicht stimmt, verstärkt sich beim Blick auf den Kopf des Titelblatts der Zeitung. Dort steht The Spy, auf Deutsch Der Spion. Durch diesen Wink des Malers erhellt sich schlagartig die Rolle der dritten Person in der Szene: Sie steckt mit dem Zylinderträger unter einer Decke und spioniert die Karten des Rothaarigen aus.

## Entstehung
Richard Caton Woodville malte das Bild in Paris, wohin er mit seiner Geliebten und späteren Ehefrau Antoinette Schnitzler, einer Tochter des Architekten und Kommunalpolitikers Anton Schnitzler, gereist war. Nach einem abgebrochenen Medizinstudium in den Vereinigten Staaten hatte er seit 1845 mit seiner ersten Ehefrau, die ihn um 1850 zusammen mit den gemeinsamen Kindern verließ, in Düsseldorf gelebt und sich bis 1851 in privatem Unterricht bei Karl Ferdinand Sohn zum akademischen Maler ausbilden lassen.

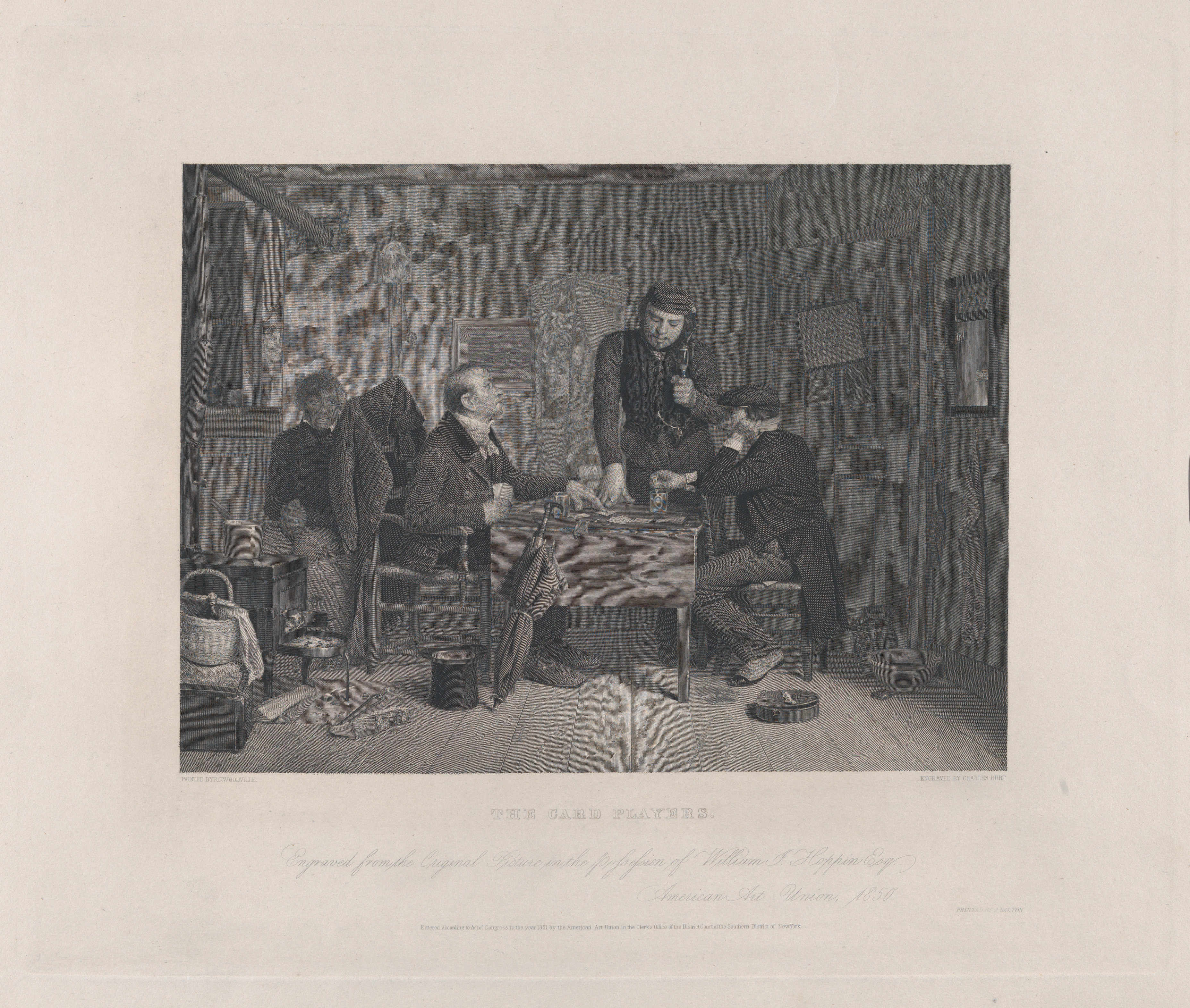
The Card Players, Stahlstich von Charles Burt (1823–1892) nach dem Originalgemälde von Woodville, 1850

Sein größtes Vorbild innerhalb der Düsseldorfer Malerschule war Johann Peter Hasenclever, der – abweichend von der offiziellen Linie der Kunstakademie Düsseldorf – die Genremalerei und in dieser Gattung einen humoristischen und sozialkritischen Realismus pflegte. Von Hasenclever übernahm er verschiedene Stilmittel, auch solche für Ironie und die psychologisierende Darstellung kauziger Gestalten.
Über Hasenclever und Wilhelm Kleinenbroich gelangte das Motiv des Zeitungslesers in sein Werk. Vor diesem Bild hatte er das Zeitungsleser-Motiv bei den Gemälden War News from Mexico und Politics in an Oyster House verwendet. Das Motiv der Kartenspieler taucht mit diesem Bild in seinem Werk ebenfalls erneut auf, nachdem er mit dem Gemälde The Card Players, heute in der Sammlung des Detroit Institute of Arts, bereits 1846 begonnen hatte, die malerischen Möglichkeiten dieses Sujets zu erkunden.